# Johan Le Bon
Johan Le Bon (Lannion, 3 de octubre de 1990) es un ciclista francés miembro del equipo UC Briochine-Bleu Mercure desde 2023. Fue campeón del mundo en ruta en categoría juniors en 2008.

## Palmarés
2009
- Coupe des Nations Ville Saguenay

2010
- 1 etapa de la Coupe des Nations Ville Saguenay
- Kreiz Breizh Elites, más 1 etapa

2012
- 1 etapa del Tour de Thuringe

2013
- 3.º en el Campeonato de Francia Contrarreloj

2015
- 1 etapa de los Boucles de la Mayenne
- 1 etapa del Eneco Tour

2017
- 2 etapas de los Boucles de la Mayenne
- 1 etapa del Tour de l'Ain[4]

2020
- Malaysian International Classic Race

2021
- 1 etapa de la Kreiz Breizh Elites

2022
- Tour de Bretaña, más 2 etapas

## Resultados en Grandes Vueltas
| Carrera | Carrera         | 2009 | 2010 | 2011 | 2012 | 2013  | 2014 | 2015 | 2016 | 2017 | 2018 | 2019 | 2020 |
| ------- | --------------- | ---- | ---- | ---- | ---- | ----- | ---- | ---- | ---- | ---- | ---- | ---- | ---- |
|         | Giro de Italia  | —    | —    | —    | —    | 115.º | 89.º | —    | —    | —    | —    | —    | —    |
|         | Tour de Francia | —    | —    | —    | —    | —     | —    | —    | —    | —    | —    | —    | —    |
|         | Vuelta a España | —    | —    | —    | —    | —     | 79.º | —    | Ab.  | Ab.  | —    | —    | —    |

—: no participa

Ab.: abandono